# Aéroport de Samjiyŏn
L'aéroport de Samjiyŏn, code IATA : YJS • code OACI : ZKSE, est un aéroport civile et militaire, près de la ville de Samjiyon, province de Ryanggang, Corée du Nord.
Les visites touristiques de la région passent fréquemment par cet aéroport.
L'aéroport a été construit dans les années 1980 pour accueillir un centre de ski prévu par une société Sud-coréenne. Le projet échoua.

## Situation
L'aéroport est situé près du Mont Paektu ainsi que du lieu de naissance de Kim Jong-il. Et non loin de la ville de Samjiyon
| \| 100 km1:10 733 000 \| Wonsan Kaesong Chongjin Pyongyang Samjiyŏn Sŏndŏk Hamhung-Tŏksan Sinŭiju Haeju |
| 100 km1:10 733 000                                                                                      |

## Compagnies aériennes et destinations
| Compagnies | Destinations      |
| ---------- | ----------------- |
| Air Koryo  | Pyongyang - Sunan |